# Dudley Bradley
Pour les articles homonymes, voir Bradley.
Dudley Leroy Bradley (né le 19 mars 1957, à Baltimore, Maryland) est un joueur puis entraîneur américain de basket-ball en NBA.

## Biographie
Bradley évolue avec l'équipe universitaire des Tar Heels de l'université de Caroline du Nord. Avec les Tar Heels, Bradley réalise un des actes les plus mémorables de l'histoire de son équipe le 17 janvier 1979. Avec moins de 10 secondes à jouer et alors que les Tar Heels sont menés d'un point lors d'un match à l'extérieur face à leur rival, le Wolfpack de North Carolina State, Bradley intercepte le ballon du meneur de jeu adverse Clyde Austin (en) et dribble jusqu'à ce qu'il effectue un dunk qui offrit la victoire à UNC, 70-69. Son âpreté et sa capacité à voler des ballons, ainsi que sa défense lui ont fait gagner le surnom de The Secretary of Defense ("ministre de la défense").
Bradley est sélectionné au 13e rang de la draft 1979 par les Pacers de l'Indiana.
Lors de deux matchs en novembre 1980, sous les couleurs des Pacers, Bradley réalise 9 interceptions. La saison précédente (saison 1979-1980), il décroche le record NBA pour un rookie du nombre d'interceptions en une saison avec 211 (2.57 par match).
Il joue neuf saisons pour 7 équipes différentes, prenant sa retraite sportive à l'issue de la saison 1988-1989 avec des moyennes de 5,2 points, 1,8 rebond et 1,9 passe décisive par match.
Depuis sa retraite sportive, Bradley est devenu officier de police à la Maryland Transportation Authority (en).

## Pour approfondir
- Liste des joueurs de NBA avec 9 interceptions et plus sur un match.